# 黃主文
黃主文（1941年8月20日—），中華民國政治人物，出生於嘉義縣民雄鄉，曾任律師、檢察官、立法委員、內政部部長、臺聯黨主席。

## 生平
黃主文自幼喪父，由母親扶養長大；在國立臺灣大學法律系畢業之後考取司法官，曾經出任臺灣桃園地方法院檢察處檢察官、臺灣臺北地方法院檢察處檢察官，1976年轉任律師。
1983年，黃主文未獲中國國民黨提名參選立法委員，卻擊敗被提名候選人而當選，之後於1986年、1989年、1992年、1995年獲得中國國民黨提名連任，擔任立法委員長達十五年。黃主文擔任立法委員期間，與吳梓等人都是集思會的重要成員，黃主文也擔任過集思會的會長，並寫作《新台灣人》等十六本書表明其問政理念。
黃主文在李登輝擔任中國國民黨主席期間，曾經出任政策委員會副執行長、政策研究工作會主任與國民黨中央委員。1998年黃主文出任內政部長，直到2000年。
陳水扁當選中華民國總統後，黃主文出任國家政策研究院院長。2001年7月臺灣團結聯盟（臺聯）成立之後，黃主文出任臺聯創黨主席；同年立法委員選舉，黃主文排入不分區立委名單，但未當選。2004年中華民國立法委員選舉之後，由於台聯的選舉結果不佳，而且黃主文被批評利用黨資源為其子黃適卓輔選，導致黃主文辭去黨主席一職，改由蘇進強出任黨主席。
| 中華民國政府職務 | 中華民國政府職務                                                         | 中華民國政府職務                   |
| ---------------- | ------------------------------------------------------------------------ | ---------------------------------- |
| 行政院           |                                                                          |                                    |
| 前任： 葉金鳳    | 內政部部長 第二十二任 1998年2月4日－2000年5月20日                        | 繼任： 張博雅                      |
| 前任： 葉金鳳    | 中央選舉委員會主任委員 第十任，內政部長兼任 1998年2月4日－1999年12月17日 | 繼任： 黃石城                      |
| 政党职务         |                                                                          |                                    |
| 台灣團結聯盟     |                                                                          |                                    |
| 首任             | 台灣團結聯盟主席 第一任 2001年8月12日－2004年12月25日                    | 繼任： 黃宗源（代理） 正任：蘇進強 |